# Théophile Steinlen
Théophile Alexander Steinlen (10 de novembro de 1859 - 13 de dezembro de 1923) foi um pintor, escultor, ilustrador e gravador suíço que se tornou muito conhecido pela elaboração de cartazes no período da Art nouveau, sendo o mais famoso "Tournée du Chat Noir", em português "Turnê do Gato Preto".

## Biografia
Nascido em Lausana , Steinlen estudou na Universidade de Lausana antes de começar a trabalhar como designer aprendiz em uma fábrica textil em Mulhouse, leste da França. Nos seus vinte e pouco anos, quando ainda estava desenvolvendo suas habilidades, foi encorajado, pelo pintor François Bocion a se mudar junto com sua esposa para a comunidade artística de Montmartre Quarte em Paris, onde havia uma florescente cena de artistas da Belle Époque . Uma vez lá, Steinlen se tornou amigo do artista Adolpho Willete que o apresentou, então, ao seu grupo artístico do Le Chat Noir. Tal amizade o levou a receber encomendas para fazer pôsteres para o dono e animador do cabaret Aristide Bruart, entre outros projetos comerciais. Steinlen ilustrou diversos produtos e era famoso por seus cartazes de artistas de cabaré, sendo um dos mais notáveis, o elaborado para as apresentações da cantora francesa Yvette Guilbert.
A partir da década de 1890, ele começou a expor seu trabalho como pintor no Salon des Independants e ganhou uma reputação favorável. Suas obras tinham foco no cotidiano da classe trabalhadora de Montmartre e da população pobre, concentrando-se em paisagens rurais, nus e naturezas-mortas.
Anatole France resume suas intenções:
No passado, Watteau costumava reunir companhias na fina sombra dourada de um parque que, roçando o cetim, falava de amor. Hoje, as árvores dos parques foram cortadas e o que se oferece ao artista emocionado, sutil, impaciente para expressar a vida e os sonhos de seu tempo, é a rua, a rua movimentada (...). A vida de todos eles é a sua vida, a alegria de todos eles é a sua alegria, a tristeza de todos eles é a sua tristeza. Ele sofreu e riu com aqueles que passaram. A alma das multidões iradas ou alegres passou para ele. Steinlen sentiu a terrível simplicidade e grandeza. E por isso a obra de Steinlen é épica.

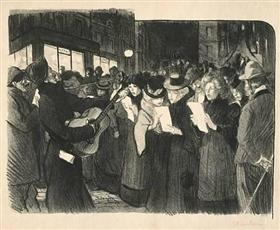
"Os Cantores da Rua" de Théophile Steinlen, 1899

Sua litografia de 1895 chamada Les Chanteurs des Rues foi capa da um trabalho intitulado Chanson de Montmatre publicado pela Éditions Flamarion composta por 16 litografias originais que ilustravam as canções Belle Époque de Paul Delmet. Sua casa, Montmarre e a vizinhança foram temas favoritos por toda a vida de Steinlen e ele frequentemente pintava cenas de alguns dos aspectos mais da vida da região. Sua filha Colette foi tratada em muitos de seus trabalhos. Para além de pinturas e desenhos, ele também fazia, em um menor escala, esculturas. Com destaque para as de gatos, pelos quais ele nutria grande afeto . Steinlen incluiu gatos em muitas das suas ilustrações e chegou mesmo a publicar um livro de seus desenhos de felinos "Dessin sans Paroles des chats".
Steinlen se tornou um colaborador regular das revistas Le Rire e Gil Blas, além de inúmeras outras publicações incluindo L'assiette au Béurre e Les Humoristes, uma revista de curta duração que ele e uma duzia de outros artistas fundaram conjuntamente em 1911. . Entre 1883 e 1920, ele produziu centenas de ilustrações, muitas das quais foram feitas sob um pseudônimo de modo a evitar perseguição política dada as ferrenhas criticas que Steinlen fazia às mazelas sociais de sua época. Sua arte influenciou o trabalho de muitos outros artistas incluindo Pablo Picasso.
Théophile Steinlen morreu em 1923 em Paris e foi sepultado no Cimetière Saint Vincent em Montmartre. Atualmente, seus trabalhos podem ser encontrados em muitos museus ao redor do mundo entre eles o Hermitage Museum em São Petersburgo na Russia e na National Gallery of Art em Washington, Estados Unidos. Um monumento em pedra feito por Pierre Vannier em 1936 em homenagem a Steinlen está localizado na praça Joel le Tac em Paris.

## Design de Cartazes
Durante o final do século XIX, ocorreu a regulamentação da mídia na França, permitindo mais liberdade e fazendo com que a produção de impressos aumentasse significativamente. A lei acerca da mídia francesa permitiu vastas mudanças políticas e sociais nesse período. As artes gráficas descobriram uma valorização renovada no momento em que novas técnicas de impressão estavam se desenvolvendo em toda a Europa. Esses fatores também contribuíram para a queda significativa nos custos de impressão. Essa época foi marcada pela ampliação das atividades industriais e marcou o início da necessidade de se vender coisas ao público. Assim, também era o início da publicidade, com a proliferação de imagens atraentes para fazer as pessoas quererem um produto. Ainda mais se fossem as formas estilizadas da Art Nouveau.
Steinlen foi o autor de alguns dos mais reconhecidos cartazes Art Nouveau da época, entre eles cartazes para Le Chat Noir e Compagnie Française des Chocolate. Um ilustrador prolífico, ele também contribuiu com centenas de obras para as publicações Le Rire, Gil Blas, L'Assiette as Beurre e Les Humouristes, que ele co-fundou.
Sua produção gráfica se destaca pela coragem na técnica e na composição. A elaboração de cartazes publicitários foi o canal fundamental para o desenvolvimento do seu talento gráfico. Steinlen desenvolveu um estilo que gerou grande repercussão. A partir do uso de cores planas em contraste, desenhos simples e composições rítmicas baseadas em curvas, o artista ilustrava suas obras. O objetivo comercial por trás das encomendas direcionadas à Steinlen era sua vocação de unir arte e indústria, criação e meios fotomecânicos de reprodução, com o objetivo de fazer com que as camadas mais altas da população fossem incentivadas esteticamente.

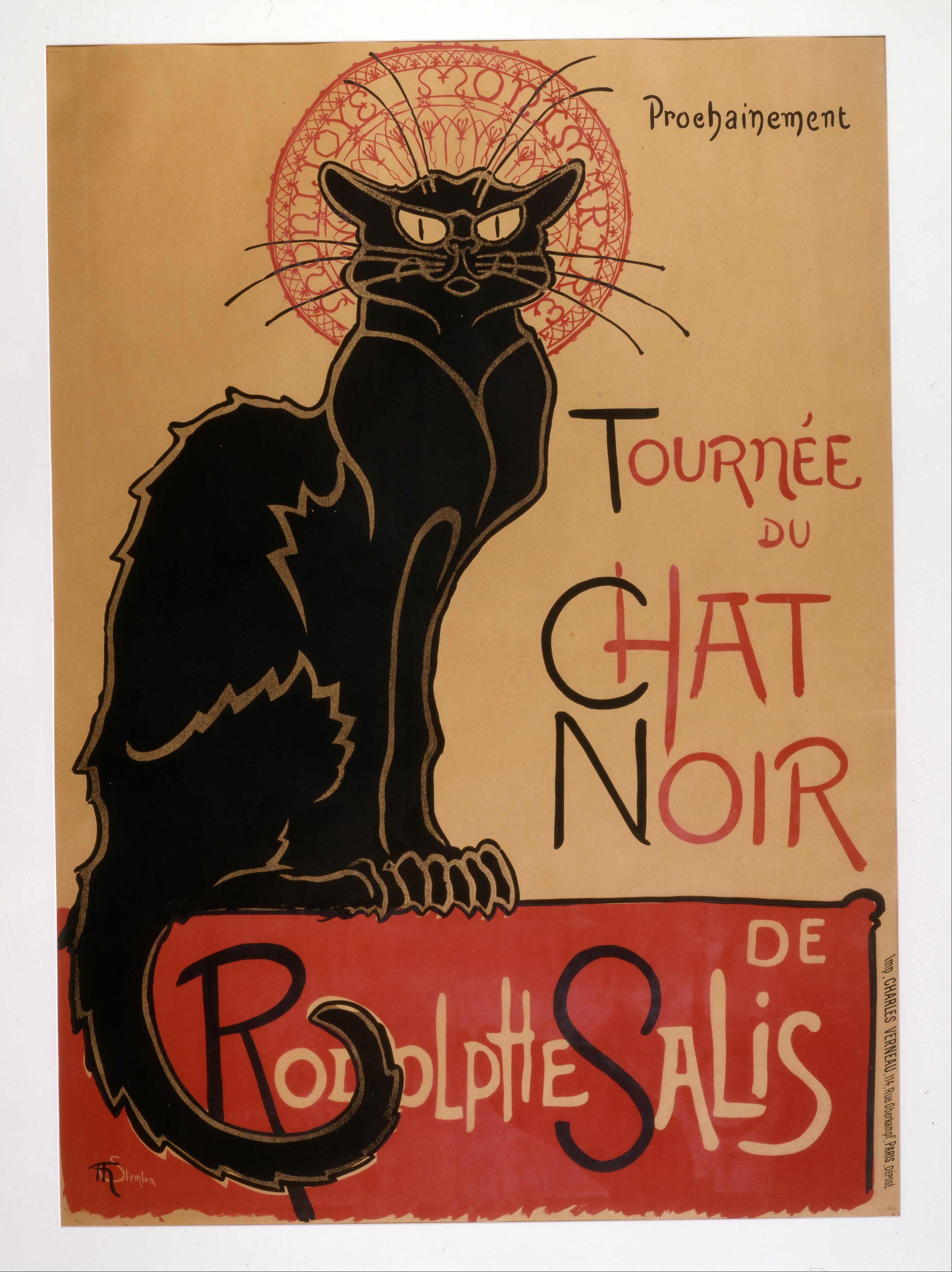
"Turnê do Gato Preto" de Théophile Steinlen (1896)
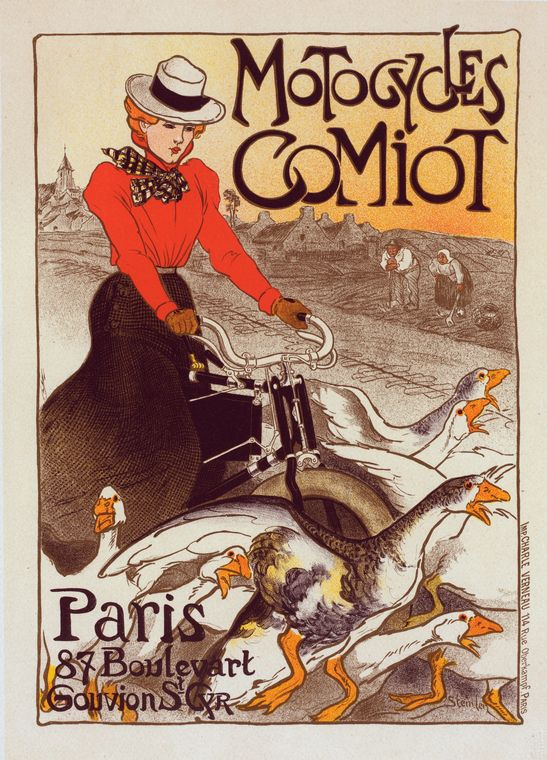
"Motocicletas Comiot" de Théophile-Alexandre Steinlen, 1899
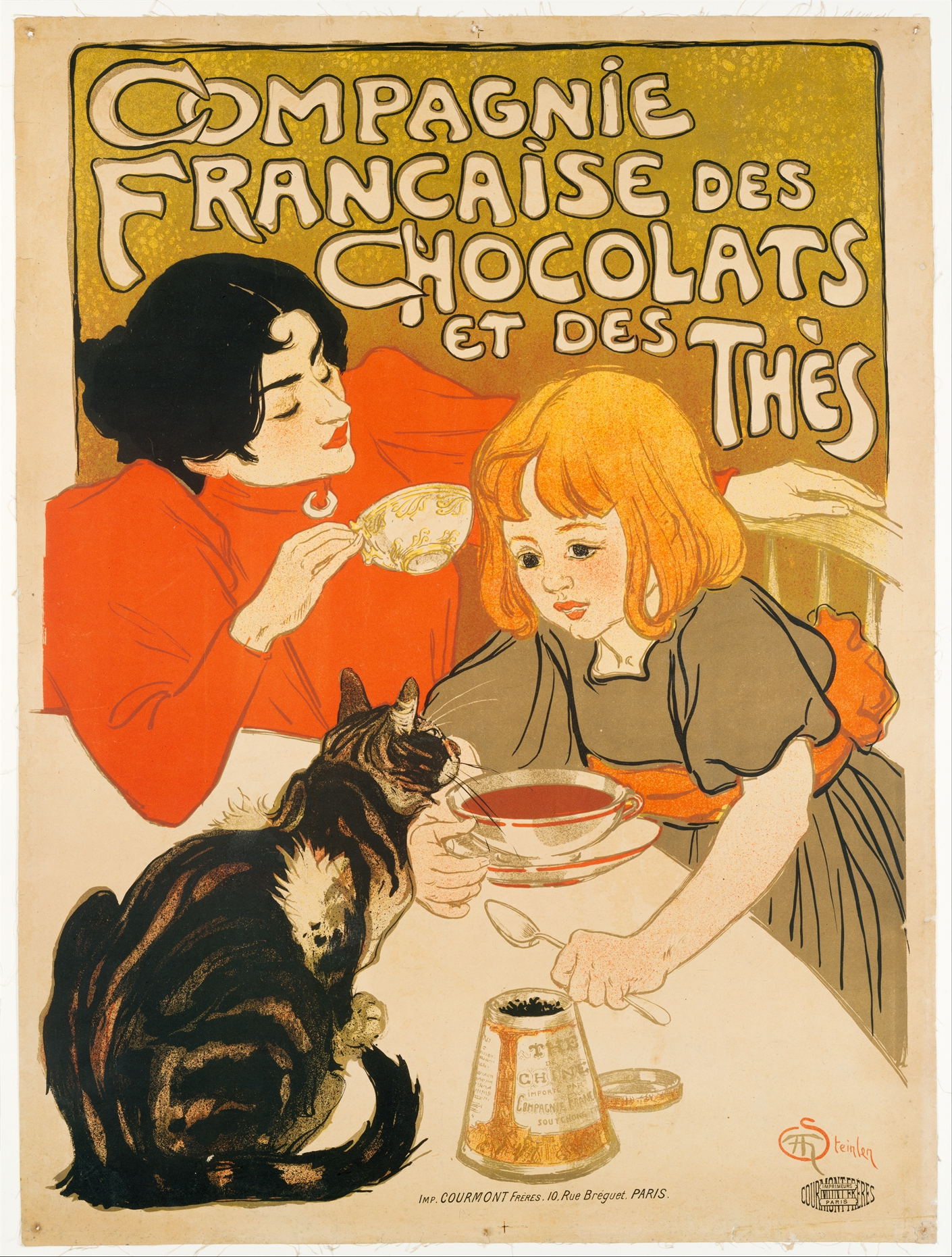
"Empresa francesa de chocolate e chá" de Théophile-Alexandre Steinlen (1895)
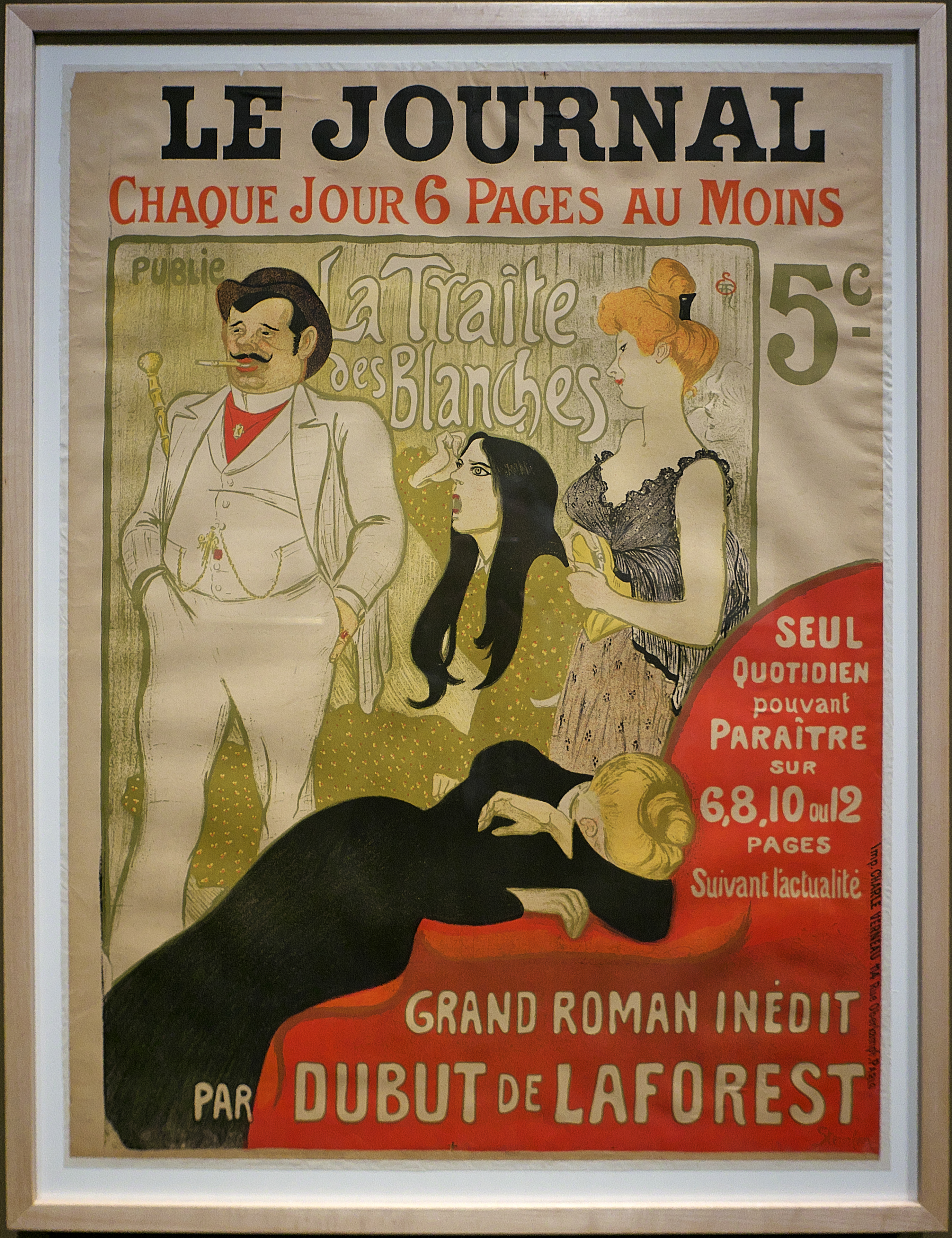
"Escravidão Branca" de Théophile-Alexandre Steinlen para o Le Journal

## Pinturas e Desenhos
As obras de Steinlen apresentam lavadeiras, prostitutas, mendigos e trabalhadores. Quando os burgueses apareciam, eram majoritariamente imagens deles aproveitando as atrações noturnas de Montmartre, o bairro que escapou dos planos de Haussmann e preservou seu caráter, ainda sendo uma terra livre adequada para comportamentos inconcebíveis para poucas ruas.

Quanto ao estilo das obras, a melancolia era um elemento fundamental em seu trabalho como companheiro da emoção dos bairros demolidos, situação que evidenciou as desigualdades sociais, a outra face da Paris moderna. Essa sensibilidade com as camadas mais pobres da população teve seu principal caminho de desenvolvimento nas charges, estabelecendo seu compromisso político. Esses desenhos eram publicados e conseguiam atingir um público amplo e não elitista. Steinlen acreditava que a arte deveria contribuir para a reforma social e que, para isso, deveria refletir a realidade como ela é. Essa convicção o aproximava mais de Daumier do que de muitos de seus contemporâneos. Ele também se inspirava em Degas, e sua influência é evidente nos desenhos a pastel de Steinlen: ambos, como Picasso, focam na representação do corpo nu, deixando de lado sua idealização; pintam mulheres em cenas íntimas e não deusas, e transformam o espectador em um voyeur.

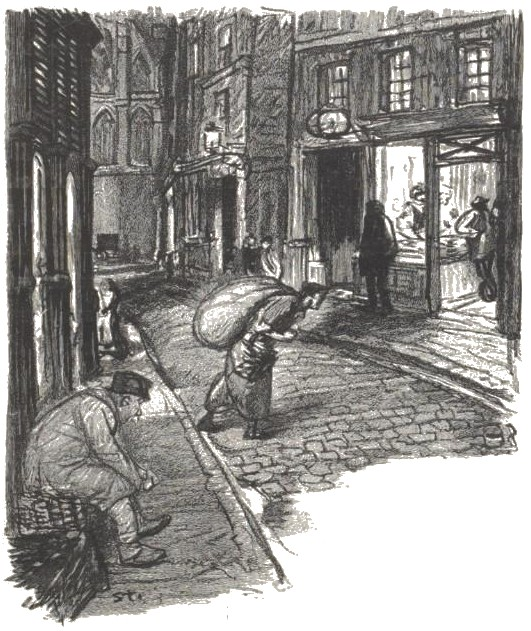
Ilustração "O Caso Crainquebille", por Théophile Steinlen, 1901
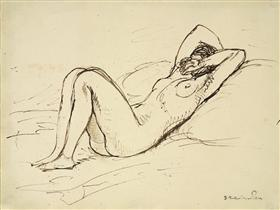
Nu Artístico por Théophile-Alexandre Steinlen
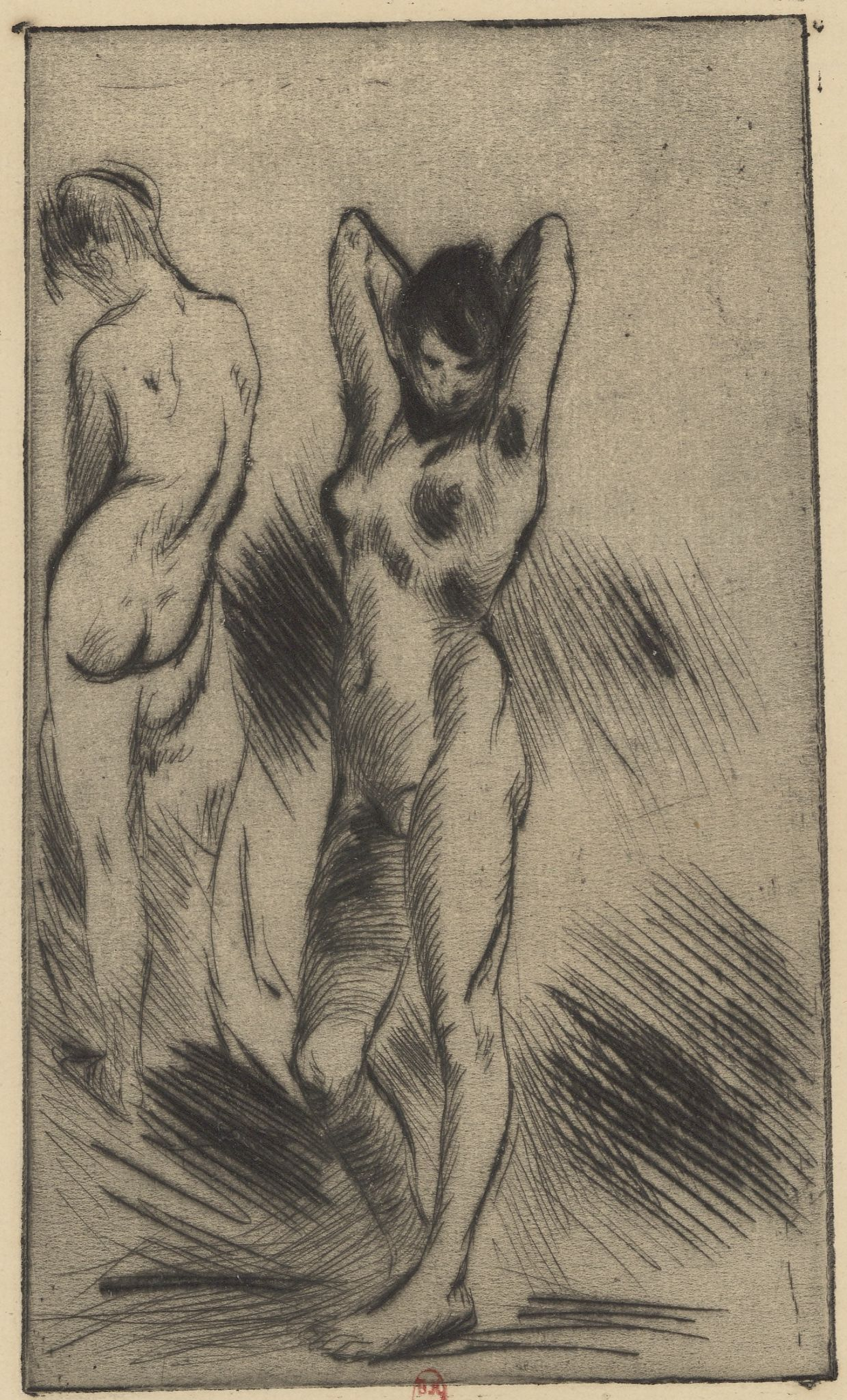
"Duas mulheres nuas" por Théophile Steinlen, 1898
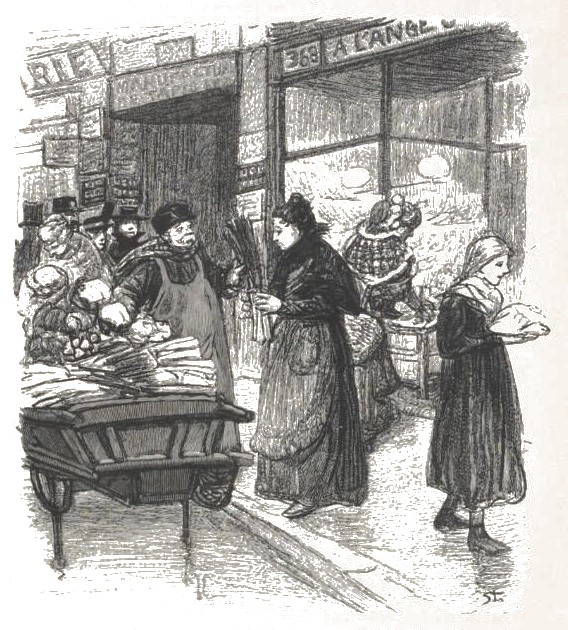
Ilustração de "O Caso Crainquebille", por Théophile-Alexandre Steinlen, 1901

## O artista que amava gatos
Steinlen tinha carinho por gatos e era conhecido por alimentar dezenas deles em locais de Montmartre. O gato era um animal recorrente em seus cartazes publicitários, como Lait pur Sterilisé, que também apresentava sua filha, Colette. No entanto, também produziu um imenso número de desenhos e gravuras de gatos em momentos de lazer.
Naquela período, os gatos eram um símbolo da boemia e, mais especificamente, as mulheres boêmias. O fato de muitos gatos parisienses viverem livremente fora da domesticação burguesa, foi percebido como uma metáfora para a boemia moderna, ou como uma recusa das normas sociais burguesas da época. Em sua pintura A Apoteose dos Gatos de Montmartre, Steinlen representa de uma forma mais assertiva e bem-humorada a presença cultural dos gatos em Montmartre. Em contraste com suas obras que criticavam o capitalismo e narravam as dificuldades da classe trabalhadora, o artista usou obras como essas para explorar os potenciais da vida boêmia na Paris capitalista.

Além do uso do animal em desenhos, pinturas e cartazes, durante a primeira década do século XX, Steinlen começou a esculpir. Ele criou uma série de pequenas estátuas de bronze de gatos, que foram caracterizados como alguns de seus melhores trabalhos.

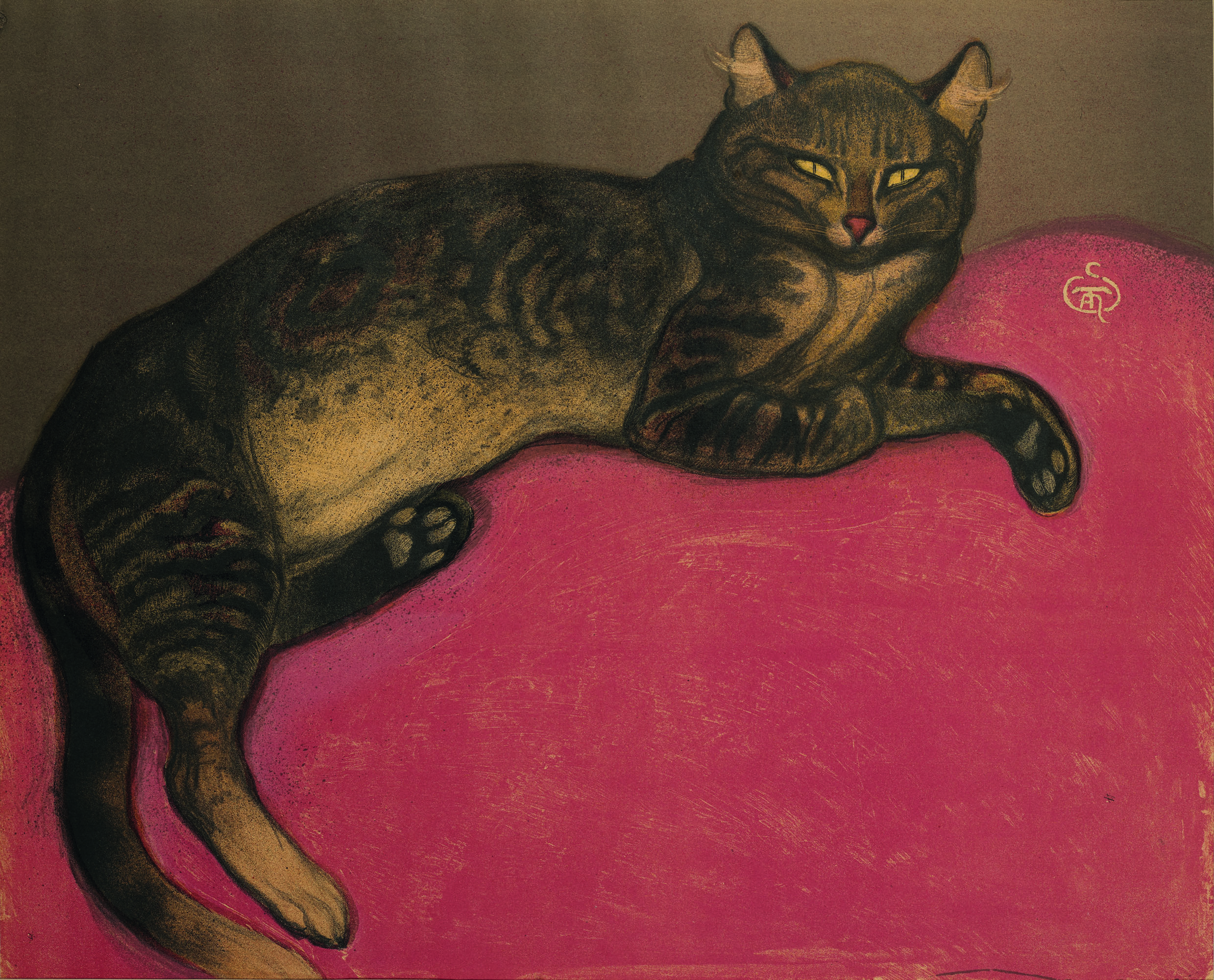
Litografia em cores "Inverno, gato de inverno em uma almofada" de Théophile-Alexandre Steinlen, 1909
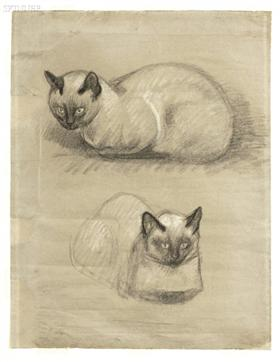
"Gatos siameses" de Théophile-Alexandre Steinlen
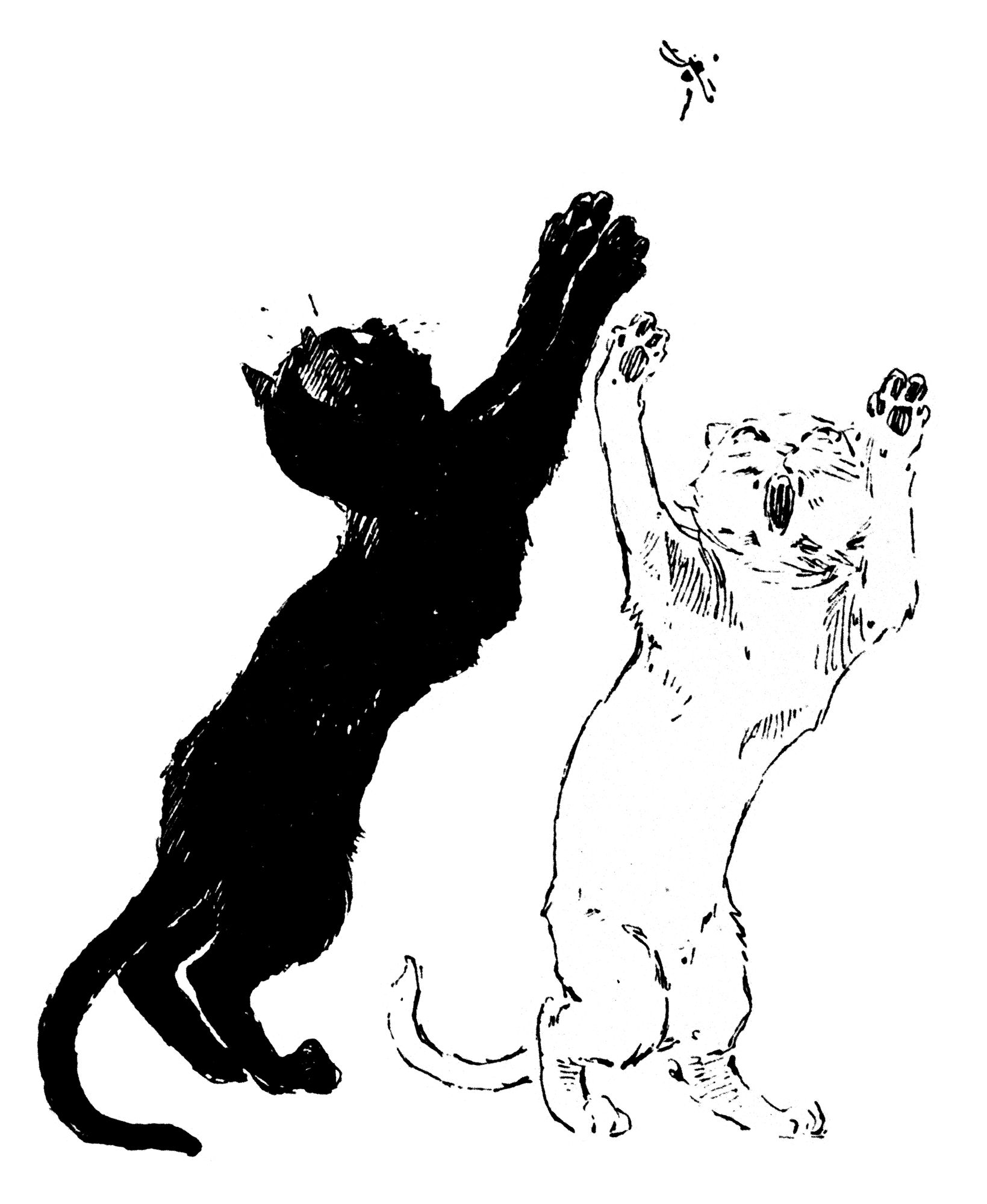
Obra "Gatos: Imagens sem palavras" de Théophile-Alexandre Steinlen, 1898
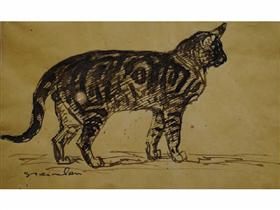
Ilustração "Gato" de Théophile-Alexandre Steinlen

## Papel libertário
Em 1897, se tornou o principal ilustrador de La Feuille de Zo d'Axa e envolveu-se durante o caso Dreyfus, denunciando as maquinações militares e as mentiras. Amigou-se a Jean Grave quando lançou Les Temps nouvelles em 1902, estava entre os ilustradores como Maximilien Luce , Jules Grandjouan , Félix Vallotton , Paul Signac e Camille Pissarro. Fez retratos de Jean Grave, ilustrou diversos livros e brochuras relacionadas com o movimento anarquista. Entre 1901 e 1912 desenhou no Assiette au Beurre, onde denunciou as desigualdades sociais e afirmou suas aspirações e sua abordagem libertária.
Em 1901, ilustrou L'Assiette aueurre de Samuel-Sigismond Schwarz. Steinlen estava muito ciente do que se passava na imprensa, era amigo de Albert Langen, o fundador da crítica satírica alemã Simplicissimus, um editor militante que foi rapidamente condenado pelo poder imperial, e que foi inspirado em 1896 por Gil Blas ilustrado.
Em 1902, Steinlen lutou pela criação de um sindicato de pintores e desenhistas, do qual fez o discurso de adesão à Confederação Geral do Trabalho em Julho de 1905. Em 1904, ingressou na Sociedade de Cartunistas e Comediantes, da qual, em 1911, foi um dos Presidentes Honorários. Em 1905, junto com Charles Andler, Séverine e Octave Mirbeau, entrou para a "Sociedade dos Amigos do Povo Russo e dos Povos Anexados", em que o presidente era Anatole France.

## O artista sensibilizado

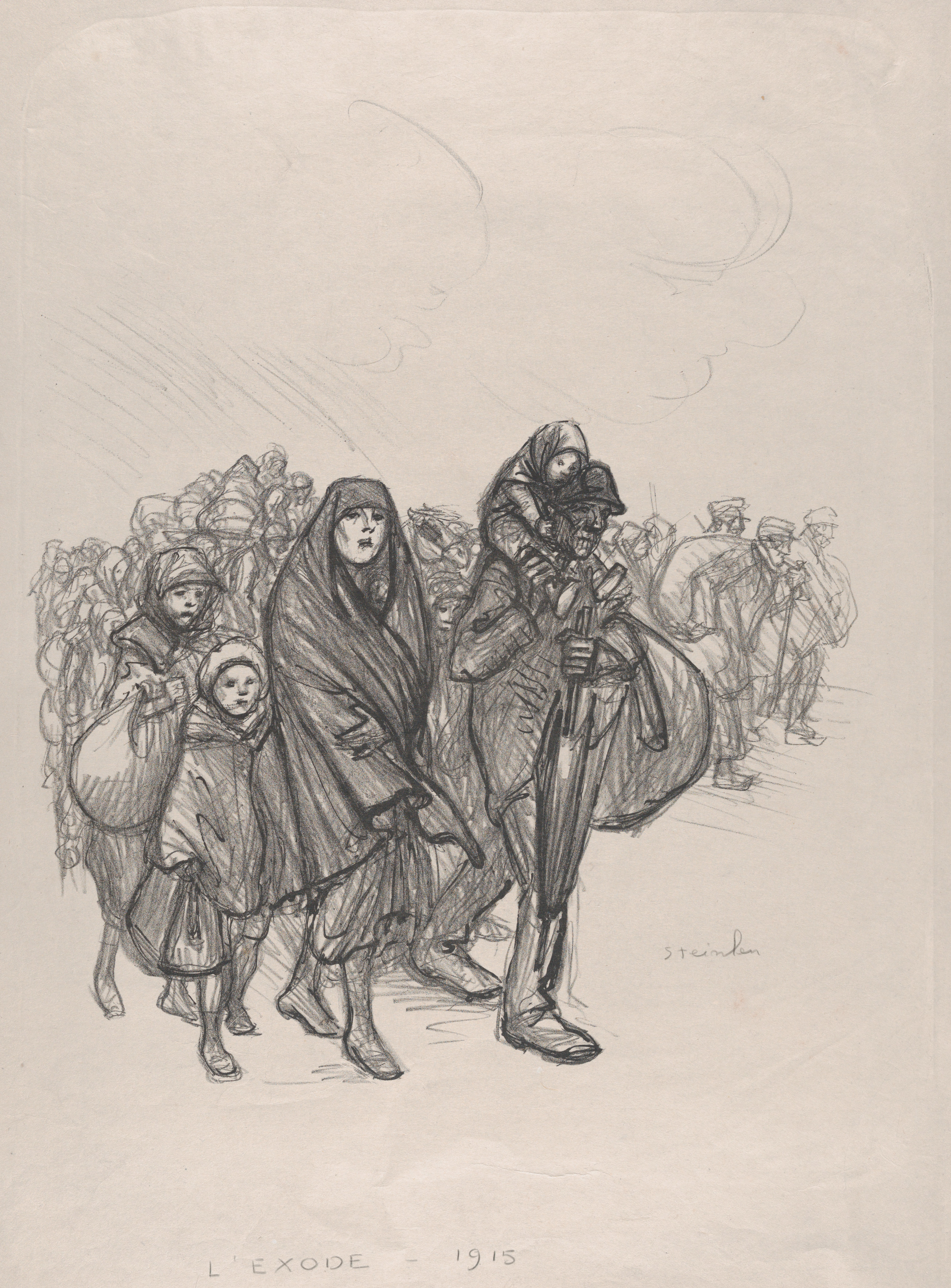
"O Êxodo - 1915" de Théophile Steinlen, 1915

Steinlen se preocupava muito com a classe trabalhadora e com as populações marginalizadas. Mas, a Primeira Guerra Mundial alterou a temática do artista. Steinlen se preocupou em comunicar as experiências cotidianas e os efeitos humanos da guerra. Os temas em seu trabalho se mantiveram - mulheres, crianças, pobres - mas Steinlen adicionou soldados em repouso, pessoas deslocadas, órfãos e mortos em batalha. Normalmente, evitava cenas de batalha e as narrativas de líderes políticos, chamando a atenção para as múltiplas devastações do que muitos consideravam uma guerra sem sentido.
O artista criou uma série de trabalhos que tratavam da vida dos soldados, criando peças litográficas mais sombrias e que visavam ilustrar o clima de Paris e da Europa enquanto acontecia a guerra. Através da ilustração e da gravura, Steinlen tinha a intenção de comunicar as crônicas da classe trabalhadora da forma mais direta possível, pois acreditava que o eufemismo afetaria a clareza de seu argumento. Como essas publicações de grande circulação faziam parte de uma divulgação e recepção mais democrática da arte, ele via cada uma de suas obras como uma ferramenta de resistência contra a opressão. Essa abordagem colocou sua arte nas mãos dos indivíduos e ambientes com os quais ele se preocupava – tanto artística quanto socialmente – desafiando as hierarquias artísticas tradicionais e empoderando a classe trabalhadora.